# Buritama (kommun)
Buritama är en kommun i Brasilien.   Den ligger i delstaten São Paulo, i den södra delen av landet, 600 km söder om huvudstaden Brasília. Antalet invånare är 15 418.
Följande samhällen finns i Buritama:
- Buritama

Omgivningarna runt Buritama är huvudsakligen savann. Runt Buritama är det ganska glesbefolkat, med 43 invånare per kvadratkilometer.